# ديكاتور (إنديانا)
ديكاتور (بالإنجليزية: Decatur, Indiana)‏ هي مدينة تقع في الولايات المتحدة في مقاطعة آدمز (إنديانا). يقدر عدد سكانها بـ 9,405 نسمة ومساحتها 15.00 كم2 ووترتفع عن سطح البحر 244 متر.

## التركيبة السكانية
قام مكتب تعداد الولايات المتحدة بتحديد بيانات التركيبة السكانية لديكاتور في تعداد الولايات المتحدة. في ما يلي، التركيبة السكانية حسب تعدادي 2000 و2010.

### تعداد عام 2000
بلغ عدد سكان ديكاتور 9,528 نسمة بحسب تعداد عام 2000، وبلغ عدد الأسر 3,960 أسرة وعدد العائلات 2,570 عائلة مقيمة في المدينة. في حين سجلت الكثافة السكانية 1,935.4 نسمة لكل ميل مربع (747.3/كم2). وبلغ عدد الوحدات السكنية 4,190 وحدة بمتوسط كثافة قدره 851.1 نسمة لكل ميل مربع (328.6/كم2).
وتوزع التركيب العرقي للمدينة بنسبة 94.64% من البيض و 0.35% من الأمريكيين الأصليين و 0.36% من الأمريكيين ذوي الأصول الآسيوية و 0.06% من سكان جزر المحيط الهادئ و 0.24% من الأمريكيين الأفارقة و 0.78% من عرقين مختلطين أو أكثر.
بلغ عدد الأسر 3,960 أسرة كانت نسبة 32.4% منها لديها أطفال تحت سن الثامنة عشر تعيش معهم، وبلغت نسبة الأزواج القاطنين مع بعضهم البعض 48.5% من أصل المجموع الكلي للأسر، ونسبة 12.2% من الأسر كان لديها معيلات من الإناث دون وجود شريك، وكانت نسبة 35.1% من غير العائلات. تألفت نسبة 31.4% من أصل جميع الأسر من أفراد ونسبة 13.7% كانوا يعيش معهم شخص وحيد يبلغ من العمر 65 عاماً فما فوق. وبلغ متوسط حجم الأسرة المعيشية 3.00، أما متوسط حجم العائلات فبلغ 2.39.
بلغ العمر الوسطي للسكان 35 عاماً. وكانت نسبة 26.4% من القاطنين تحت سن الثامنة عشر، وكانت نسبة 9.8% بين الثامنة عشر والأربعة وعشرون عاماً، ونسبة 28.7% كانت واقعةً في الفئة العمرية ما بين الخامسة والعشرون حتى والأربعة وأربعون عاماً، ونسبة 20.5% كانت ما بين الخامسة والأربعون حتى الرابعة والستون، ونسبة 14.6% كانت ضمن فئة الخامسة والستون عاماً فما فوق. يوجد لكل 100 أنثى 94.9 ذكر، ويوجد لكل 100 أنثى في الثامنة عشر من عمرها فما فوق 90.5 ذكر.
بلغ متوسط دخل الأسرة في المدينة 37,234 دولار، أما متوسط دخل العائلة فبلغ 44,722 دولار. وكان متوسط دخل الذكور 31,819 دولار مقابل 24,310 دولار للإناث. وسجل دخل الفرد الخاص بالمدينة 18,186 دولار. وكانت نسبة 5.6% من العائلات ونسبة 7.7% من السكان تحت خط الفقر، وكان من هؤلاء نسبة 9.7% تحت سن الثامنة عشر ونسبة 11.3% في الخامسة والستين من العمر وما فوق.

### تعداد عام 2010
بلغ عدد سكان ديكاتور 9,405 نسمة بحسب تعداد عام 2010، وبلغ عدد الأسر 4,011 أسرة وعدد العائلات 2,511 عائلة مقيمة في المدينة. في حين سجلت الكثافة السكانية 1,627.2 نسمة لكل ميل مربع (628.3/كم2). وبلغ عدد الوحدات السكنية 4,427 وحدة بمتوسط كثافة قدره 765.9 لكل ميل مربع (295.7/كم2).
وتوزع التركيب العرقي للمدينة بنسبة 94.7% من البيض و 0.4% من الأمريكيين الأصليين و 0.4% من الأمريكيين ذوي الأصول الآسيوية و 0.5% من الأمريكيين الأفارقة و 1.4% من عرقين مختلطين أو أكثر.
بلغ عدد الأسر 4,011 أسرة كانت نسبة 31.3% منها لديها أطفال تحت سن الثامنة عشر تعيش معهم، وبلغت نسبة الأزواج القاطنين مع بعضهم البعض 43.7% من أصل المجموع الكلي للأسر، ونسبة 13.6% من الأسر كان لديها معيلات من الإناث دون وجود شريك، بينما كانت نسبة 5.4% من الأسر لديها معيلون من الذكور دون وجود شريكة وكانت نسبة 37.4% من غير العائلات. وبلغ متوسط حجم الأسرة المعيشية 2.92، أما متوسط حجم العائلات فبلغ 2.32.
بلغ العمر الوسطي للسكان 37.2 عاماً. وكانت نسبة 24.7% من القاطنين تحت سن الثامنة عشر، وكانت نسبة 9.4% بين الثامنة عشر والأربعة وعشرون عاماً، ونسبة 25.6% كانت واقعةً في الفئة العمرية ما بين الخامسة والعشرون حتى والأربعة وأربعون عاماً، ونسبة 25.7% كانت ما بين الخامسة والأربعون حتى الرابعة والستون، ونسبة 14.6% كانت ضمن فئة الخامسة والستون عاماً فما فوق. وتوزع التركيب الجنسي للسكان بنسبة 48.4% ذكور و51.6% إناث.